# Leopoldskerkje (Meerssen)
Het Leopoldskerkje of Hervormde kerk is een monumentaal kerkgebouw in het Zuid-Limburgse dorp Meerssen, in de Nederlandse gemeente Meerssen. Het kerkje ligt in het centrum in de buurt van de Markt. Het gebouw is sinds 1967 een rijksmonument.

## Geschiedenis
Tot 1836 maakte de protestantse gemeenschap van Meerssen in het kader van het simultaneum gebruik van de Basiliek van het H. Sacrament aan de Markt.
In 1836 schonk de Belgische koning Leopold de protestanten van Meerssen dit kerkje. Hij wilde hiermee de spanningen en stekeligheden tussen de katholieken en protestanten in het toen door België bestuurde Limburg verminderen. Naast het kerkje in Meerssen liet de Belgische regering ook de Nederlands Hervormde kerken van Beek (Protestantse Kerk), Gulpen (Leopoldskerkje) en Heerlen (Hervormde Kerk) bouwen, alle 'Leopoldskerkjes' genoemd, waarvan alleen de eerste bewaard is gebleven. Het Leopoldskerkje van Beek vertoont, op de gepleisterde voorgevel na, een gelijkenis met het Leopoldskerkje van Meerssen. De architect van de kerk van Beek was H. Konings uit Roermond, waarschijnlijk dezelfde die ook de kerk van Meerssen bouwde.

## Huidig gebruik
De kerk is tegenwoordig onttrokken aan de eredienst en in particuliere handen. Het gebouw is een van de trouwlocaties van de gemeente Meerssen.
De ruimte is te huur voor velerlei activiteiten: zoals vergaderingen, workshops/cursussen, concerten, huwelijken, afscheidsvieringen, enz.

## Beschrijving
Het Leopoldskerkje van Meerssen is een bakstenen zaalkerkje met een driezijdig gesloten koor, gebouwd in een eenvoudige neoclassicistische stijl. De voorgevel van het kerkje is gepleisterd en bestaat uit een breed fronton op vier pilasters. In de ongepleisterde zijgevels bevinden zich drie rondboogvensters tussen pilasters. Op het zadeldak is een zeer spitse dakruiter geplaatst waarin zich een luidklok bevindt.
In het interieur staat een eenklaviers orgel uit de bouwtijd van de kerk, waarvan alleen de orgelkast origineel is. Het orgel is gebouwd door Adam Binvignat, zoon van de van oorsprong Franse orgelbouwer Joseph Binvignat. Adam Binvignat zou ook de preekstoel hebben vervaardigd.

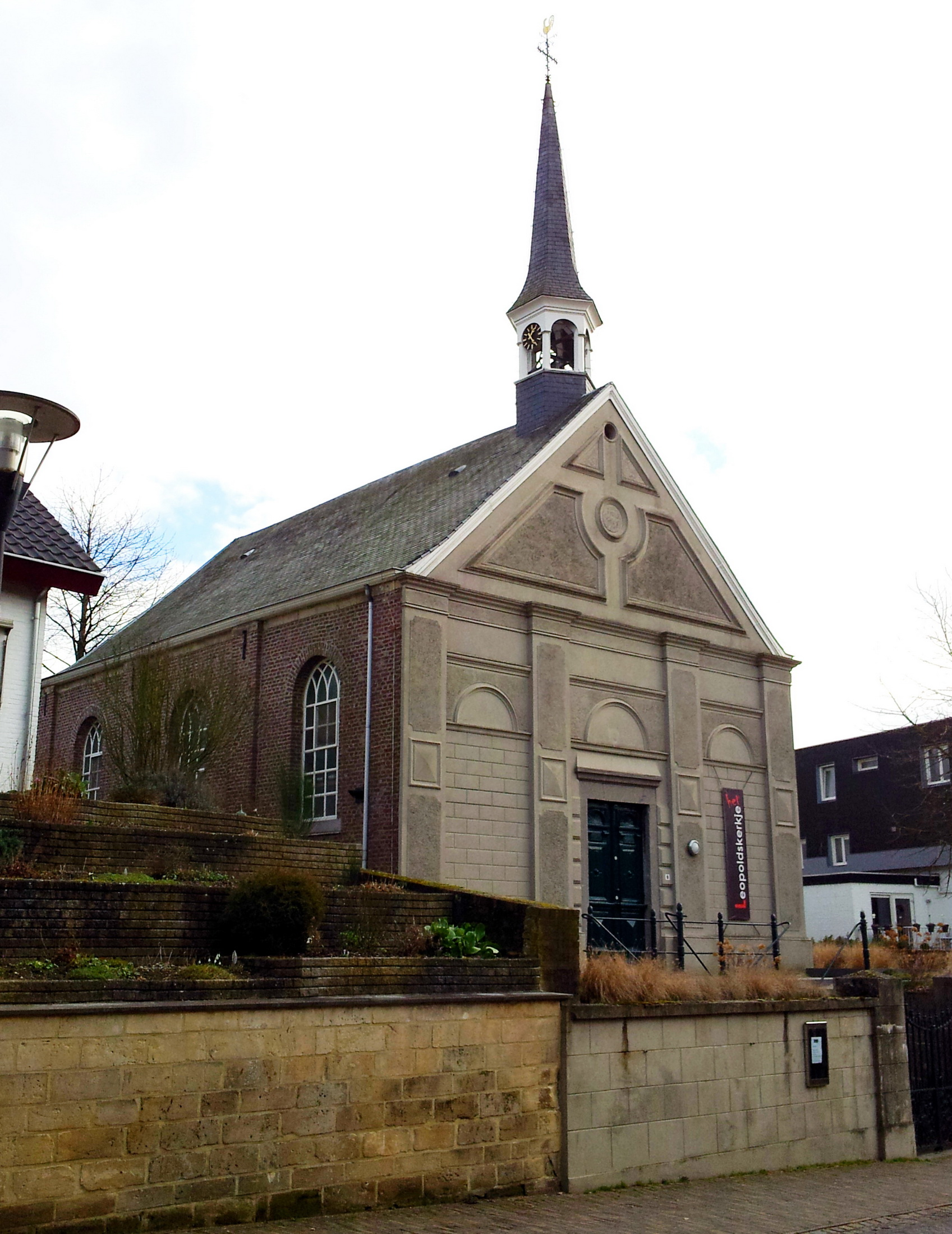
Voorgevel
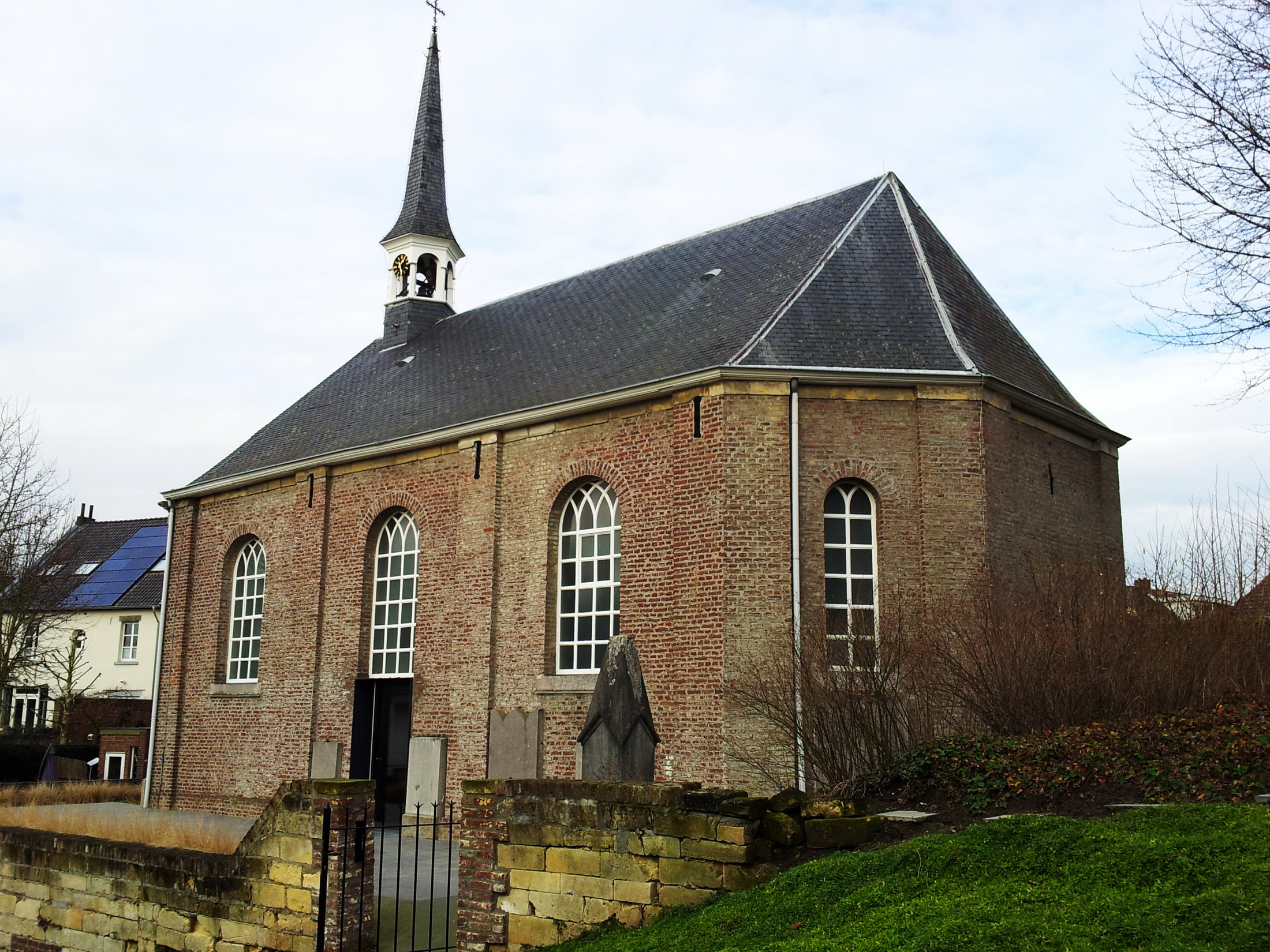
Zuidgevel en koor
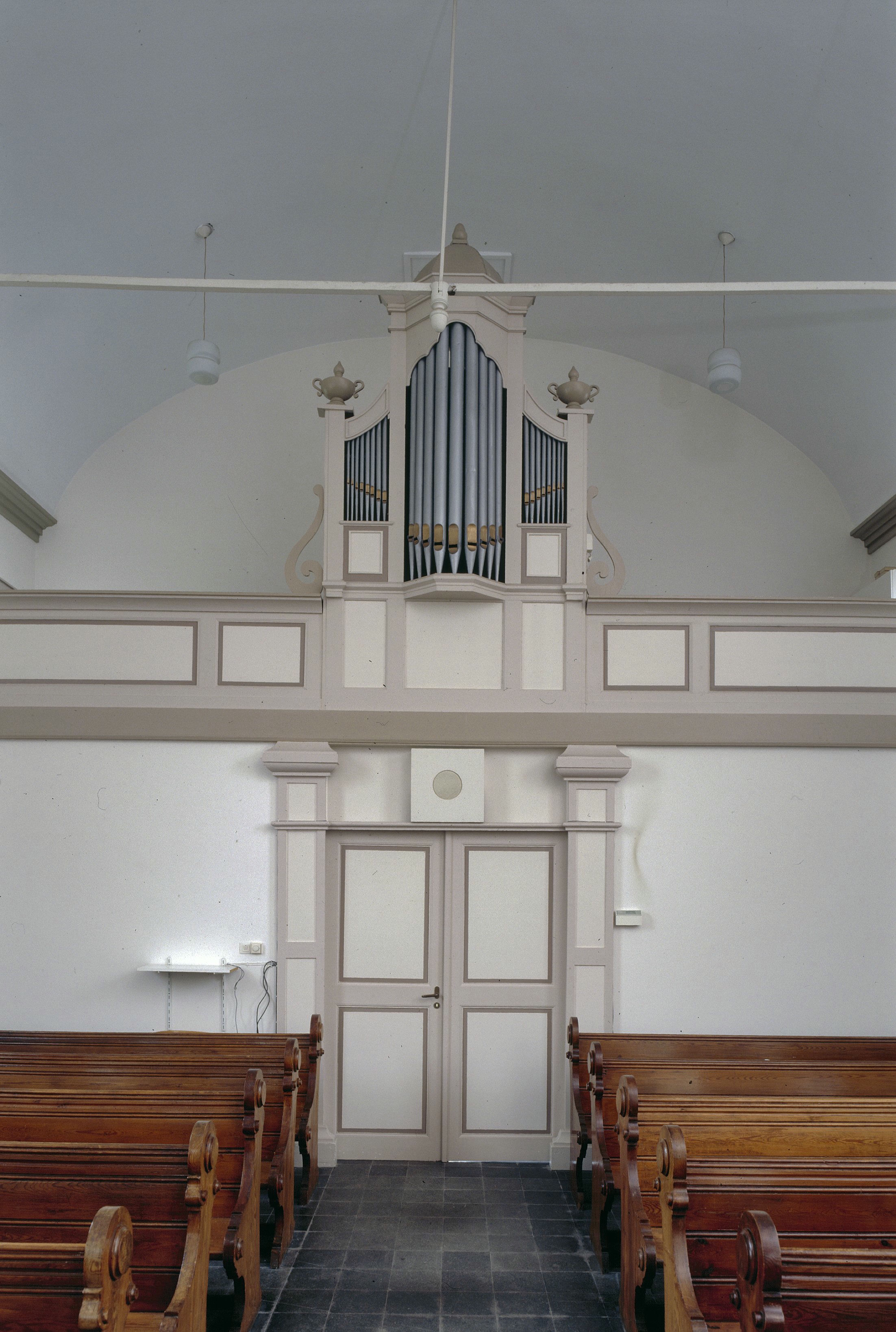
Interieur in 2000
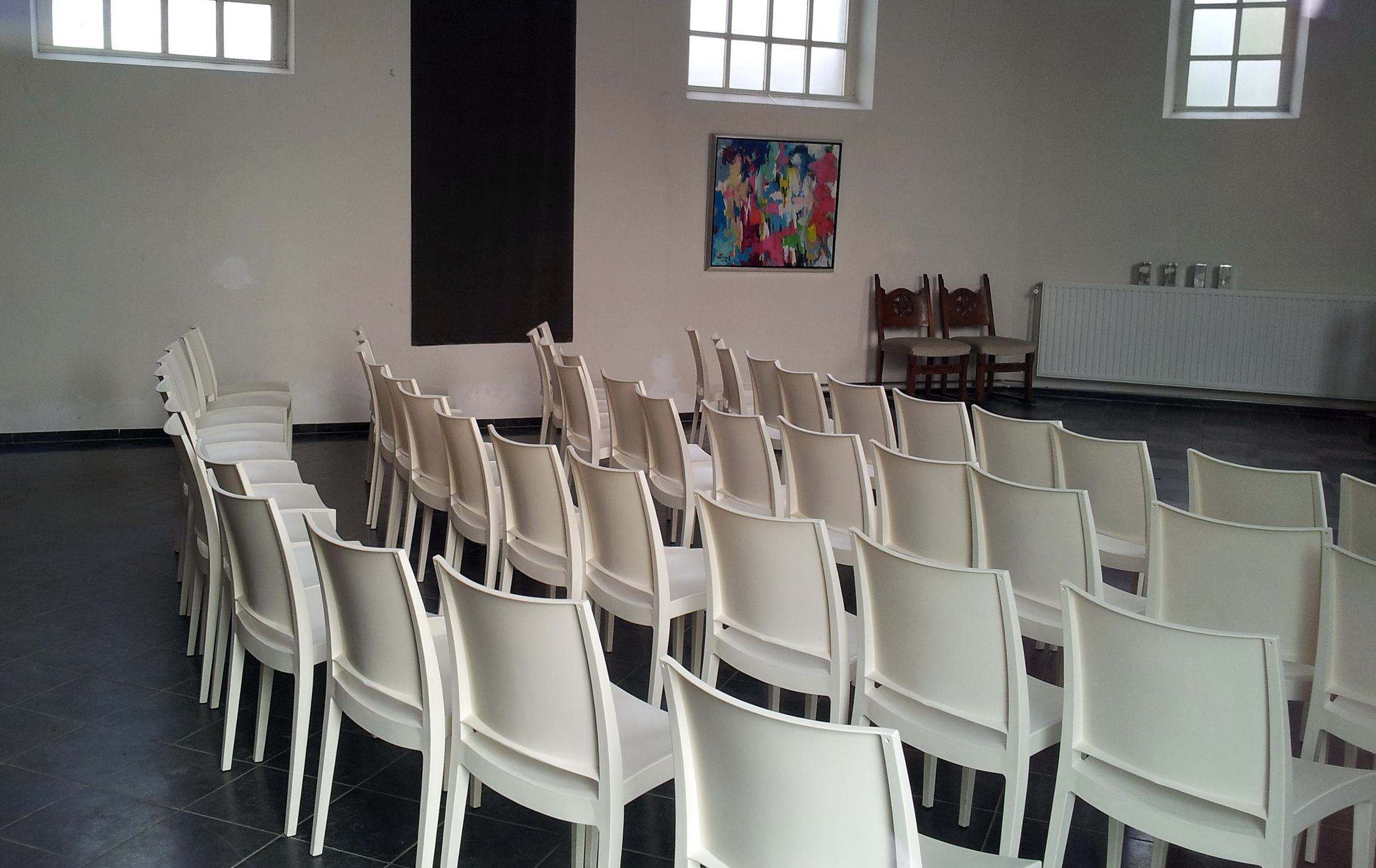
Interieur in 2014